# Nomada cubensis
Nomada cubensis är en biart som beskrevs av Cresson 1865. Nomada cubensis ingår i släktet gökbin, och familjen långtungebin. Inga underarter finns listade i Catalogue of Life.